# Aprionus bifurcatus
Aprionus bifurcatus är en tvåvingeart som beskrevs av Bu och Zheng 1996. Aprionus bifurcatus ingår i släktet Aprionus och familjen gallmyggor. Inga underarter finns listade i Catalogue of Life.